# Håret glansmispel
Håret glansmispel (Photinia villosa) er et løvfældende træ eller en stor busk med en opret, åben vækst. Ældre planter får ofte mere udbredte, næsten vandrette hovedgrene med overhængende sidegrene. 

## Beskrivelse
Barken er først lysebrun og svagt behåret, men snart tabes hårene, og farven bliver gråbrun. Gamle grene får grålig, svagt opsprækkende bark. Knopperne er spredte, kegleformede og brune med spredte hår. 
Bladene er omvendt ægformede med tydelig spids og savtakket til tandet rand. Oversiden er mat og mørkegrøn, mens undersiden er dækket af gulbrune hår. Bladene får gule-orange-røde høstfarver. Blomstringen sker i maj-juni, og den består af regelmæssige, hvide blomster, som er samlet i små halvskærme på dværgskud. Standens stængler er tydelit vortede. Frugterne er blanke, højrøde bæræbler, som sidder, indtil fuglene får smag for dem.
Rodnettet består af dybtgående og vidt udbredte hovedrødder med forholdsvis få siderødder.
Højde x bredde og årlig tilvækst: 5 x 2 m (0,30 x 0,15 m/år).

## Hjemsted
Planten hører hjemme i bjergskove op til 1000 m højde i Kina, Korea og Japan. 
I løss-områderne nord og nordvest for Beijing findes den i åbne skove sammen med bl.a. Hjertetræ, almindelig kejserbusk, perlebusk, bulet dværgmispel, bungefyr, ellebladet røn, kinesisk løn, kinesisk poppel, Larix russica, pagodetræ, sibirisk gran, skyrækker, småbladet buddleja, Syringa sweginzowii, vinget benved og østasiatisk birk

## Galleri
|  |  |  |  |

| Portal | Portal:Botanik |

## Note
1. ↑  Arboretum Main-taunus: Nördliche Zone Chinas Arkiveret 27. marts 2014 hos  Wayback Machine - meget oversigtsmæssig liste, dog med et udbredelseskort, på (tysk)